# Rousettus obliviosus
Rousettus obliviosus — вид рукокрилих, родини Криланових.

## Поширення, поведінка
Проживає на Коморських островах в діапазоні висот між 20 і 1750 м над рівнем моря. Утворює колонії розміром від близько 100 до кількох тисяч тварин. Населяє субтропічні і тропічні вологі ліси, плантації і міські райони.